# Petite Forêt
Pour plus de détails, voir Fiche technique et Distribution.
Petite Forêt (hangeul : 리틀 포레스트 ; RR : Liteul Poleseuteu) est un film dramatique sud-coréen réalisé par Yim Soon-rye, sorti en 2018. Il s’agit de l'adaptation du manga Little Forest (en) de Daisuke Igarashi, publié de 2002 à 2005.
Il totalise plus d'un million d'entrées au box-office sud-coréen de 2018.

## Synopsis
L'histoire d'une jeune femme de la ville qui ne parvient pas à trouver un emploi d'enseignant et ne réussit pas en amour. Elle retourne dans son village natal où elle retrouve ses amis d'enfance et commence à s'adapter à la vie à la campagne.

## Fiche technique
- Titre original : 리틀 포레스트
- Titre international : Little Forest
- Réalisation : Yim Soon-rye
- Scénario : Hwang Seong-gu (en), d’après le manga Little Forest (en) de Daisuke Igarashi
- Photographie : Lee Seung-hoon
- Montage : Kim Seon-min
- Musique : Lee Jun-oh
- Production : Jenna Ku
- Société de production : Watermelon Pictures
- Société de distribution : Megabox Plus M
- Pays d’origine :  Corée du Sud
- Langue originale : coréen
- Format : couleur
- Genre : drame
- Durée : 103 minutes
- Dates de sortie :
  - Corée du Sud : 28 février 2018
  - France : 3 juillet 2019

## Distribution
- Kim Tae-ri : Hye-won
- Ryu Jun-yeol : Jae-ha
- Moon So-ri : la mère
- Jin Ki-joo : Eun-sook
- Park Won-sang (en) : le postier
- Jung Jun-won : Hoon-yi

## Production
Le budget du film est de 1,4 million de dollars.
Le tournage a lieu le 21 janvier 2017 dans un petit village de la province du Gyeongsang du Sud. Il se termine le 26 octobre 2017.

## Accueil

### Critique
The Korea Herald écrit que Little Forest est un « petit film sans méchant, sans réelle tension, sans véritable conflit », déclarant que la réalisatrice tente de « nous montrer que se laisser aller peut peut-être nous apporter exactement ce que nous voulons ».

### Box-office
Le film arrive en deuxième position du box-office coréen le premier jour de son exploitation avec 131 337 entrées. Pendant son premier week-end, projeté sur 832 écrans, Little Forest attire 372 394 spectateurs, ce qui représente 22,3% des ventes totales de billets du week-end. Au bout de cinq jours, le film a attiré 686 000 spectateurs.
Le 11 mars 2018, onze jours après sa première, le film a attiré plus d'un million de spectateurs, totalisant 7,5 millions de dollars de recettes.
Durant son deuxième week-end, le film attire 262 953 spectateurs et tombe à la troisième place du box-office coréen,.
Il reste à la troisième place du box-office coréen après trois week-ends, attirant 127 456 spectateurs pendant le week-end et atteint un total de 1,35 million d'entrées au bout de trois semaines.